# Marcus Schmuck
Marcus Schmuck (* 18. April 1925 in Maria Alm am Steinernen Meer; † 21. August 2005 in Salzburg) war ein österreichischer Alpinist und Leiter der österreichischen Karakorum-Expedition, der am 9. Juni 1957 an der Erstbesteigung des 8051 Meter hohen Broad Peak im heutigen Pakistan beteiligt war.

## Leben
Marcus Schmuck wurde durch zahlreiche Erstbesteigungen der höchsten Berge der Welt bekannt. Er hat in 56 Jahren 74 Expeditionen durchgeführt; selbst im Alter von achtzig Jahren war er noch aktiver Alpinist.
Die österreichische Karakorum-Expedition verdient insbesondere deshalb Beachtung, weil mit dem Broad Peak ein Achttausender ohne den Einsatz von Flaschensauerstoff und auf „Belagerungsalpinismus“  erstbestiegen wurde. Alle Teilnehmer, Fritz Wintersteller, Hermann Buhl, Kurt Diemberger und Expeditionsleiter Marcus Schmuck erreichten am selben Tag den Gipfel. Zehn Tage später gelang Schmuck und Wintersteller die Erstbesteigung des benachbarten Skil Brum (7410 m) innerhalb von 53 Stunden im reinen Alpinstil.
1968 war Marcus Schmuck in Salzburg und im Salzkammergut Locationscout für den britisch-US-amerikanischen Agenten-Kriegsfilm Agenten sterben einsam mit Richard Burton und Clint Eastwood.
Marcus Schmuck pflegte bis zu seinem Tode seine im Wachkoma liegende Frau. Er erlag in seinem Haus in Salzburg einem Herzinfarkt.

## Erstbegehungen
- Nördlicher Mandlkopf, SW Wand, V (1946)
- Wildalmkirchl, Süd Verschneidung, V+ (1948)
- Fleischbank, direkter Ostkamin ("Schmuck-Kamin"), VI (1949)
- Sommerstein, Westwand, 1. Winterbegehung
- Birnhorn, Südwand, 1. Winterbegehung (1953)
- Snökuppelen, Nordwand, IV (1955)
- Falkenstein, Südostgrat, III
- Westbyfijell, Südwand, III und Südostgrat, II
- Petit Dru, West Wand, 4. Begehung: Rekordzeit in 1,5 Tagen (1956)
- Bischofsmütze Direkte Nordwand, VI+
- Broad Peak 8051 m am 9. Juni (1957)
- Skil Brum 7410 m am 19. Juni (1957)
- Hoggar Denachnet 2690 m, Ostgrat (1959)
- Koh i Sayoz 6920 m (1963)
- Koh i Shogordok 6855 m
- Darban Zom 7220 m (1965)
- Wildalmkirchl, Südverschneidung
- Muztagata 7546 m, 3. Begehung, neue Route (1982)